# Richardoestesia
Richardoestesia (il cui nome onora il paleontologo Richard Estes) è un genere estinto di dinosauro coelurosauro di medie dimensioni vissuto nel Cretaceo superiore, circa 76,5-65 milioni di anni fa, in quello che oggi è il Nord America. Al genere sono ascritte due specie: R. gilmorei e R. isosceles.

## Descrizione

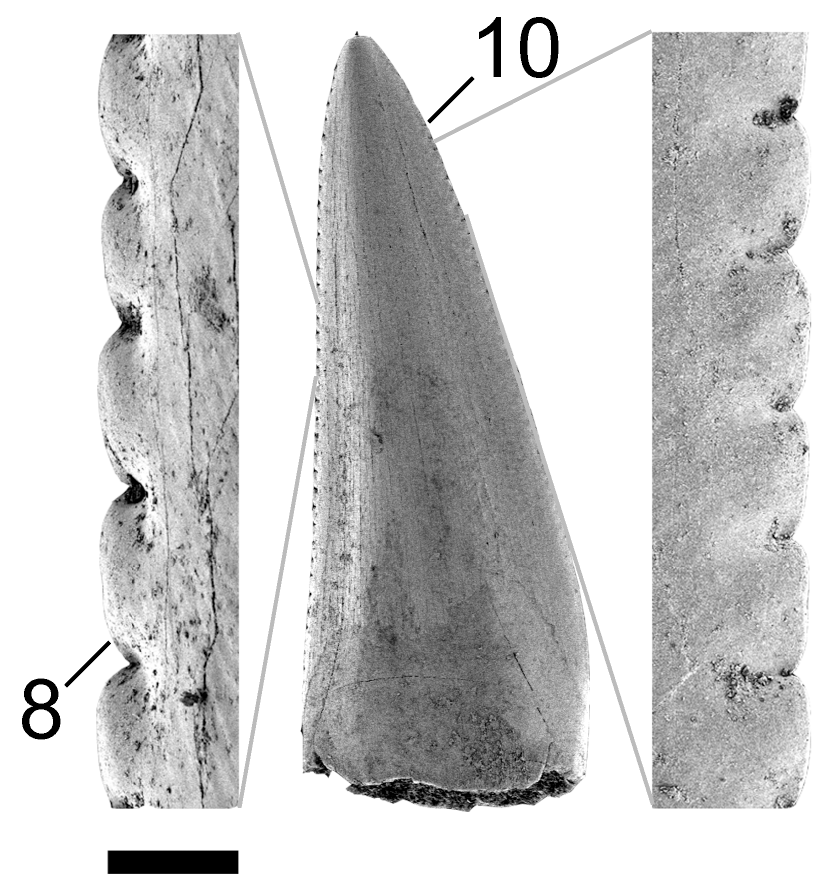
Dente di R. isosceles, dagli stretti dentelli

L'esemplare olotipico di Richardoestesia gilmorei (NMC 343) è costituito da una coppia di ganasce inferiori, ritrovate in uno strato superiore della Judith River Group, risalente al Campaniano, circa 75 milioni di anni fa. Le ganasce sono sottili e piuttosto allungate (circa 193 millimetri), ma i denti sono piccoli e finemente seghettati, con cinque o sei dentelli per millimetro. La densità della dentellatura è un tratto caratteristico della specie.
Nel 2001, la paleontologa Julia Sankey descrisse la seconda specie: Richardoestesia isosceles, sulla base di un dente (LSUMGS 489: 6238), dalla Texana Formazione Aguja, sebbene la forma sia più ricurva dei denti dell'olotipo. In un primo momento, i denti di R. isosceles furono classificati come appartenenti ad un crocodyliforme, forse appartenente ad un sebecosuchia, prima di essere catalogati correttamente come un coelurosauro.

## Storia della scoperta
I primi fossili di Richardoestesia consistevano in due mandibole inferiori, ritrovate nel 1917 da Charles Hazelius Sternberg e i suoi figli nel Dinosaur Provincial Park in Alberta, presso il sito di Little Sandhill Creek. Nel 1924, Charles Whitney Gilmore ascrisse queste mandibole alla specie Chirostenotes pergracilis. Negli anni ottanta divenne chiaro che il Chirostenotes era un oviraptorosauro dal becco privo di denti a cui non potevano appartenere mascelle armate di denti. Pertanto nel 1990, Phillip Currie, John Keith Rigby e Robert Evan Sloan descrisse le mandibole come appartenenti ad una nuova specie: Richardoestesia gilmorei. Il genere prende il nome da Richard Estes, per onorare il suo lavoro sui piccoli vertebrati e sui denti dei teropodi del Cretaceo superiore. Gli autori della denominazione, in realtà, avevano intenzione di utilizzare l'ortografia Ricardoestesia, Ricardus essendo la normale latinizzazione di "Richard". Tuttavia, tranne che in una figura di didascalia trascurata, gli editori della carta hanno alterato l'ortografia includendo la 'h'. Archiviato il 6 agosto 2016 in Internet Archive. Per ironia della sorte, nel 1991 George Olshevsky in un elenco delle specie utilizzò anche l'ortografia Richardoestesia, e indicando Ricardoestesia come un errore ortografico, ignaro che gli autori originali avevano volutamente scelto quel nome. Di conseguenza, per le regole dell'ICZN, il nome venne scelto come nome ufficiale. Il nome specifico, invece, onorava Charles Whitney Gilmore.

## Paleoecologia

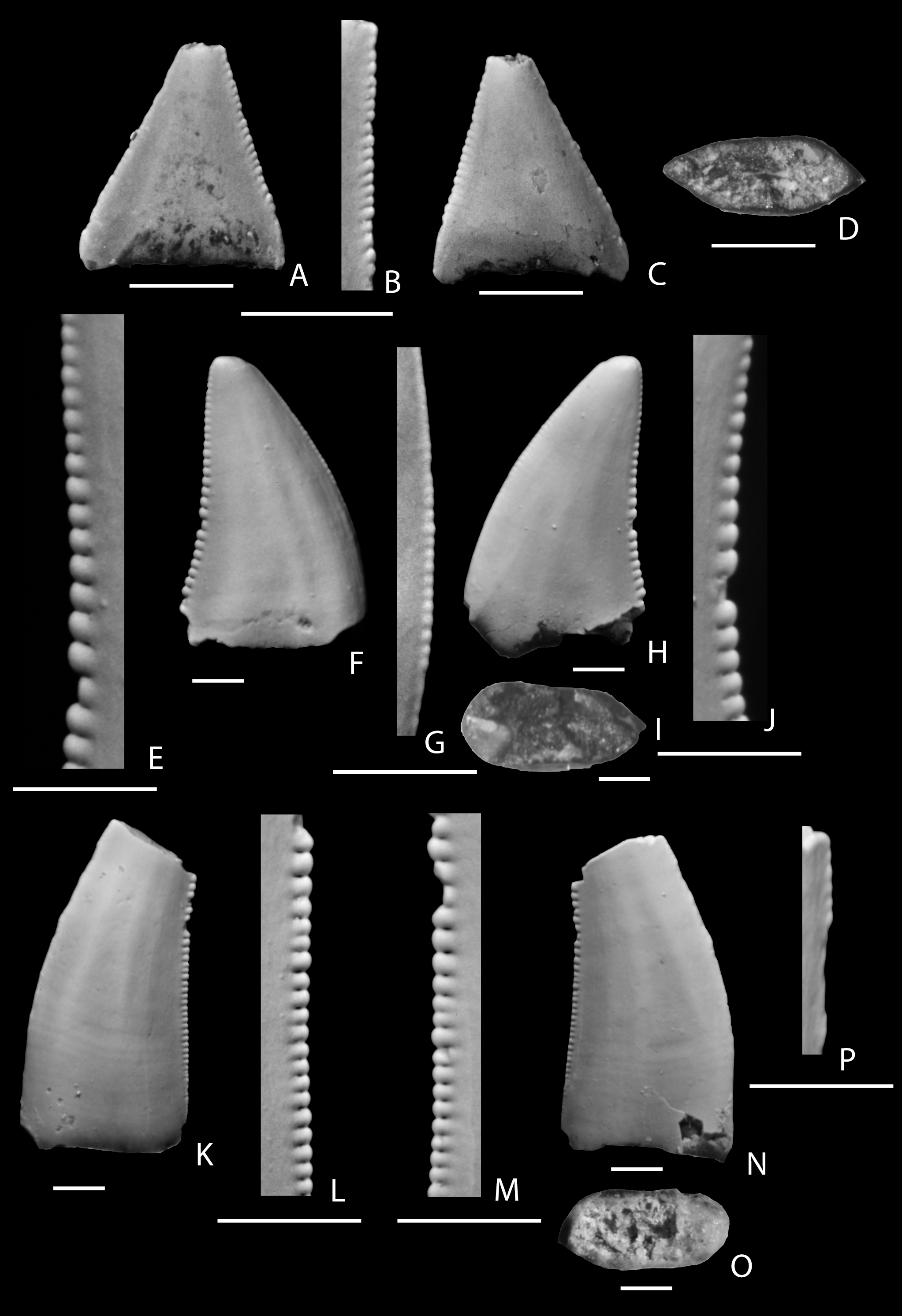
Denti ritrovati a San Juan Basin

I denti di Richardoestesia sono stati ritrovati in molte formazioni geologiche nordamericane del Tardo Cretaceo, tra cui la Formazione Horseshoe, la Formazione Scollard, la Formazione Hell Creek e la Formazione Lance (queste ultime datate a circa 65 milioni di anni fa). Tuttavia denti simili sono stati ritrovati anche nella Formazione Cedar Mountain, risalente al Barremiano, 125 milioni di anni fa.
A causa della disparità dei luoghi in ci sono stati ritrovati e ai periodi geologici pi disparati, alcuni paleontologi hanno cominciato a mettere in dubbio l'idea che tutti questi denti appartengano realmente ad un singolo genere o ad una singola specie. Uno studio comparativo dei denti, pubblicato nel 2013, ha dimostrato che entrambe le specie, R. gilmorei e R. isosceles erano presenti in via definitiva solo nella Formazione Dinosaur Park, datata tra i 76,5 e i 75 milioni di anni fa. Mentre, R. isosceles era presente anche nella Formazione Aguja, più o meno nella stessa età. Tutti gli altri denti, probabilmente, appartengono a specie differenti, che non sono state citate a causa della mancanza di fossili del resto del corpo, per un adeguato confronto.
Per via della forma dei denti, simile a quella dei Crocodylomorphi (per cui peraltro erano stati confusi) si crede che questo animale fosse un coelurosauro piscivoro, ossia che si nutriva principalmente di pesci.